# Unobtainium
Unobtainium, o unobtainio, è un termine utilizzato per indicare un materiale immaginario, avente caratteristiche fisiche assolutamente straordinarie, estremamente raro e costoso.
Il nome è costruito fondendo la parola inglese unobtainable (inottenibile) con il suffisso latino -ium; la traduzione in italiano è inottenio, tuttavia questa versione è usata solo sporadicamente.

## Storia

### Origine
Il termine è comparso per la prima volta nel 1950, quando durante lo sviluppo del programma di volo spaziale statunitense gli ingegneri aeronautici avevano spesso esigenze contrastanti riguardo alle proprietà dei materiali richiesti per l'assemblaggio di oggetti per lo spazio; in particolare essi cercavano un materiale che fosse, contemporaneamente, robusto a sufficienza, resistente al calore ed in grado di sopravvivere al rientro nell'atmosfera dopo un volo orbitale. Un materiale con tali caratteristiche non fu mai trovato, venendo quindi ritenuto inottenibile, da cui il termine.

### Diffusione
Il termine iniziò a diffondersi negli anni cinquanta nella comunità degli ingegneri, che impiegava già in larga misura leghe metalliche e processi metallurgici estremi, ai limiti della scienza dei materiali contemporanea, ma si trovava comunque nella condizione di desiderare costantemente materiali con proprietà di resistenza al calore o agli sforzi sempre maggiore, per eliminare alcuni compromessi di progettazione. In particolare il termine fu reso noto al pubblico, a mezzo stampa, a partire dal febbraio del 1957 (su una testata locale del Michigan) e fu oggetto di un'ulteriore diffusione il 9 novembre 1957, sul quotidiano The Zanesville Signal (Ohio).
Nel tempo il significato della parola unobtainium fu esteso anche a materiali realmente esistenti, ma costosissimi da produrre, raffinare o lavorare. Per esempio, il titanio era assai difficile da usare ai tempi dell'Unione Sovietica, poiché essa deteneva il monopolio sulla produzione di quel metallo; infatti i progettisti dell'aereo statunitense per la ricognizione militare Lockheed SR-71 Blackbird si riferivano spesso al titanio come unobtainium per via del fatto che la fusoliera di tale velivolo era interamente costruita in titanio, portando quindi ad un costo di produzione estremo.
Essendo i veicoli spaziali e gli aerei degli elementi ricorrenti nella produzione fantascientifica, questo miracoloso materiale venne incluso in alcune storie, soprattutto in alcune rappresentazioni, come i film, dove la necessità del realismo spesso richiede una giustificazione delle cose; in questo modo, quando in una storia è presente un materiale immaginario di grande importanza con caratteristiche eccezionali, gli si dà spesso il nome di unobtainium.

## Uso
Il nome unobtainium è ormai generalmente utilizzato in vari campi della ricerca, sempre per indicare ipotetici materiali (anche compositi) dalle caratteristiche eccezionali che avrebbero un elevatissimo valore scientifico e commerciale ma la cui realizzabilità pratica è ancora in forte dubbio (se non ritenuta del tutto impossibile), come ad esempio una treccia di nanotubi di carbonio, un materiale con caratteristiche di superconduttore a temperatura ambiente anziché a temperatura criogenica oppure, all'opposto, un materiale con caratteristiche superisolanti. In ogni caso si tratta sempre di un "qualcosa" con caratteristiche straordinarie su ogni fronte.
Questo termine è talvolta associato anche ad articoli molto difficili da reperire, in genere perché ne è stata interrotta la produzione, e che se trovati devono essere pagati a caro prezzo. La gente comune solitamente si riferisce ironicamente all'unobtainio durante i discorsi informali. Nelle azioni di marketing a volte viene usato questo termine per riferirsi a prodotti con alcune caratteristiche speciali rispetto alla concorrenza, mentre altre volte viene usato al solo scopo di attirare il consumatore.

## Tipologie
Essendo un materiale immaginario, l'unobtainium può essere di due tipi, ossia di origine naturale od artificiale.
Allo stesso modo, l'unobtainium potrebbe essere un elemento chimico isolato oppure una molecola costruita tramite l'unione di più elementi, così come per l'acciaio, che è principalmente una lega ferro-carbonio.

## Fantascienza
Alcune storie fantascientifiche sono basate su quest'ignoto materiale, essendone il perno centrale, altre lo usano come un materiale complementare della trama.

### Filmografia
- Nel film The Core viene chiamato "unobtainium" un materiale artificiale realizzato dall'inventore Edward Brazzleton, con caratteristiche di elevatissimo isolamento termico ed elettrico e che, all'aumentare della pressione e del calore all'esterno, incrementa la propria resistenza e converte il calore e la pressione in energia; con questo materiale verrà costruito uno scafo capace di scendere nel centro della Terra per riavviare la rotazione del nucleo, che si è arrestata per cause umane. In questo caso l'unobtainium è costituito da una lega di tungsteno (o wolframio) e titanio sintetizzata a temperature criogeniche.
- L'unobtainium nel film Avatar è la principale causa di colonizzazione umana su Pandora e di conflitto con i locali Na'vi (in particolare il clan Omaticaya), perché la Terra è in crisi energetica e necessita di questo prezioso materiale, che ha la caratteristica unica di potersi comportare da superconduttore a temperatura ambiente, motivo per cui è quotato ipoteticamente a 20 milioni $/kg. Il materiale questa volta è di origine naturale, viene descritto come un minerale color grigio argenteo che viene estratto grezzo dal sottosuolo e che si può trovare solamente su Pandora. Molti giacimenti sono situati nei territori dove vivono i Na'vi, la specie dominante di Pandora, o che sono comunque molto legati alla loro cultura.
- In una puntata di X-Files questo materiale alimenta il motore a curvatura di una replica tutta "Made in USA" di un velivolo alieno. Lo stesso velivolo viene poi distrutto dalla fantomatica "organizzazione" con cui l'agente Mulder si è già scontrato.